# گوک
گوک، نام قدیمی شهرستان گلباف است که طی سفر فرح پهلوی به گوک به دلیل اینکه اغلب مردم به هنر قالی بافی مشغول بودن و اشتغال برای جوانان شهر و شهر های اطراف ایجاد شده بود. نام گوک به گلباف تغیر یافت. گلباف مرکز شهرستان گلباف استان کرمان ایران.